# Canoni idrici
In Italia il gestore di un impianto idroelettrico deve corrispondere un'imposta agli enti pubblici locali (Comuni, Province e Regioni interessate), i cosiddetti canoni idrici, per la concessione e lo sfruttamento di acque pubbliche con lo scopo di produzione di energia elettrica.
I canoni idrici sono di tre tipi:
- Canone Idrico di concessione (pagato da tutti gli impianti)
- Sovracanone per gli Enti Rivieraschi (pagato dagli impianti di potenza nominale media superiore a 220 kW)
- Sovracanone per Bacini Imbriferi Montani (BIM) (pagato dagli impianti di potenza nominale media superiore a 220 kW)

## Canone Idrico di Concessione
In base al Testo Unico sulle Acque (Regio Decreto n.1775 dell'11 dicembre 1933) è vietato derivare o utilizzare acqua pubblica senza l'autorizzazione dell'autorità competente (Provincia, Regione), che garantisce la concessione per motivi di pubblico interesse.
Il gestore di un impianto idroelettrico deve corrispondere la quota di concessione in base alla potenza nominale media annua dell'impianto, in base alla cifra stabilita dalla legge.

## Sovracanone per Enti Rivieraschi
Per Ente Rivierasco si intende il Comune in cui "il territorio si affaccia sul tratto di corso d'acqua sotteso dalla derivazione a partire dal punto ove ha termine il rigurgito dell'opera di presa fino al punto di restituzione", ovvero tutti i comuni in cui si trova un'opera idraulica come opera di presa, diga, condotta forzata, centrale idroelettrica.
Il gestore dell'impianto deve corrispondere ai Comuni e alle Province interessate una quota stabilita dalla legge; la suddivisione comune per comune si basa principalmente sulla distribuzione delle opere idrauliche presenti sui vari comuni interessati dall'impianto. La norma non stabilisce in modo chiaro la suddivisione degli introiti tra gli enti, normalmente le quote vanno per il 75-85% ai Comuni e per il 15-25% alle Province.

## Sovracanone per Bacini Imbriferi Montani (BIM)
Il concetto di Bacino Imbrifero Montano venne introdotto con la Legge n.959 del 27 dicembre 1953 e si intende "il territorio delimitato da una cintura montuosa o collinare che funge da spartiacque, ubicato al di sopra di una certa quota assoluta stabilita bacino per bacino", significa che tutte le acque presenti nel bacino imbrifero vengono convogliate a fondovalle nel corso d'acqua principale.
I Comuni facenti parte di un BIM possono decidere se far parte di un consorzio oppure restarne fuori; il consorzio rende più organica la gestione degli introiti ricavati dai BIM, anche se la tendenza attuale è quella di suddividere le entrate comune per comune. Per i comuni che non fanno parte di consorzi gli introiti vengono suddivisi in base all'interessamento territoriale delle opere (quante ce ne sono e quanto influiscono) e in proporzione alla superficie e alla popolazione; attualmente le Comunità Montane possono coordinare la distribuzione dei proventi BIM tra i vari comuni interessati.